# Хајдолсхајм
Хајдолсхајм (фр. Heidolsheim) насеље је и општина у источној Француској у региону Алзас, у департману Доња Рајна која припада префектури Селестат Ерштајн.
По подацима из 2011. године у општини је живело 481 становника, а густина насељености је износила 81,25 становника/km². Општина се простире на површини од 5,92 km². Налази се на средњој надморској висини од 170 метара (максималној 177 m, а минималној 170 m).

## Демографија
| 1962. | 1968. | 1975. | 1982. | 1990. | 1999. | 2011. |
| ----- | ----- | ----- | ----- | ----- | ----- | ----- |
| 270   | 292   | 284   | 296   | 299   | 359   | 481   |

График промене броја становника у току последњих година